# Mittelpunkt des Saarlandes

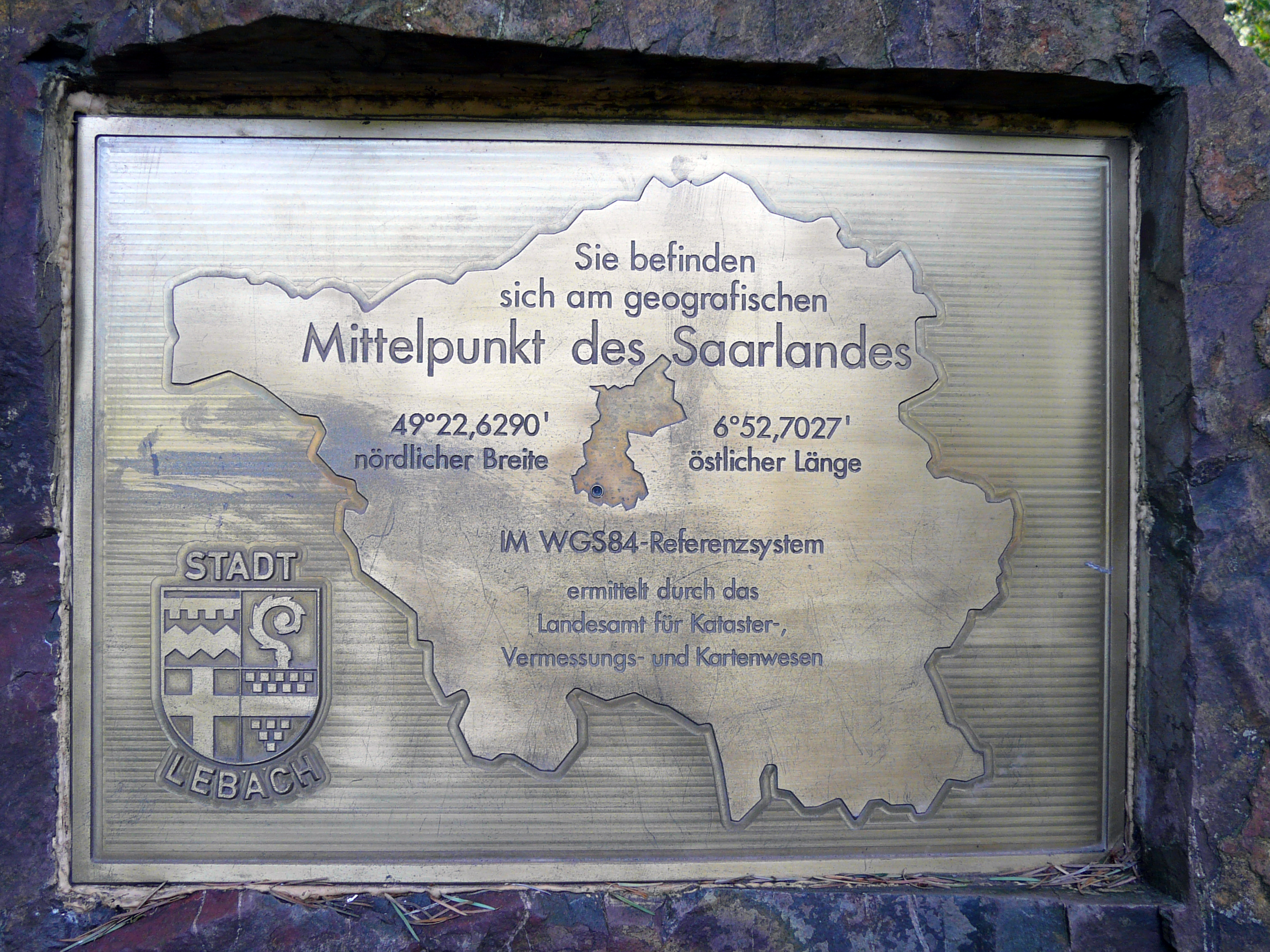
Metalltafel am geographischen Mittelpunkt des Saarlandes in Falscheid

Aufgrund unterschiedlicher Berechnungsmethoden existieren zwei Mittelpunkte des Saarlandes.

## Geographischer Mittelpunkt
Der vom Landesamt für Kataster-, Vermessungs- und Kartenwesen ermittelte geographische Mittelpunkt des Saarlandes (49° 22,6290′ nördliche Breite, 6° 52,7027′ östliche Länge im Referenzsystem WGS84) befindet sich in einem Wald auf der Gemarkung Falscheid, Stadt Lebach (Landkreis Saarlouis). Der Mittelpunkt, zu dem ein Wanderweg führt, ist mit einem Findling und einer darin eingelassenen Hinweistafel markiert.

## Geometrischer Mittelpunkt
Der geometrische Mittelpunkt des Saarlandes (49° 23,0582’ nördlicher Breite, 6° 57,2200’ östliche Länge) befindet sich auf einem Privatgrundstück im Ortsteil Habach der Gemeinde Eppelborn (Landkreis Neunkirchen), etwa 5,5 Kilometer östlich vom geographischen Mittelpunkt. Die Stelle wurde 2004 vom Landesvermessungsamt durch die Mittelung von etwa 9428 Außenpunkten des im geometrischen Sinne unregelmäßigen Vielecks Saarland ermittelt. 55 Meter nördlich des geometrischen Mittelpunktes am Waldrand ist eine Informationstafel aufgestellt.